# Љубљанска покрајина
Љубљанска покрајина је назив покрајине Краљевине Италије и Италијанске Социјалне Републике, створене на делу територије окупиране Југославије (данашња Словенија), током Другог светског рата. Постојала је од 1941. до 1945. године, а управно седиште покрајине је био град Љубљана. Љубљанска покрајина је обухватала делове данашње Словеније које је анектирала фашистичка Италија. Након капитулације Италије 1943. године, покрајина формално постаје део новопроглашене Италијанске Социјалне Републике, али се фактички налазила под контролом Немаца, у оквиру немачког војног дистрикта Оперативна зона Јадранско приморје. Након немачког пораза у рату, покрајина престаје да постоји и ова територија постаје део Словеније у оквиру обновљене Југославије.
По оконачању Априлског рата, Италијани су одмах анектирали део Словеније и од њега образовали Љубљанску покрајину. Покрајину је окупирао X корпус 2. италијанске армије генерала Марија Роботија. Када је Роботи децембра 1942. постављен за команданта 2. армије, на дужности га је наследио генерал Гастоне Гамбара. Начелник цивилне управе у покрајини до јуна 1943. је био Емилио Грациоли, а потом затим пензионисани генерал Ђузепе Ломбраса. Маршал Пјетро Бадољо је Ломбрасу брзо заменио другим пензионисаним генералом, којег су Немци протерали када су по италијанској капитулацији заузели бившу Љубљанску покрајину.